# 近鉄新庄駅
近鉄新庄駅（きんてつしんじょうえき）は、奈良県葛城市柿本にある、近畿日本鉄道（近鉄）御所線の駅。駅番号はP24。JTB時刻表では、隣接するJR大和新庄駅ではなく、当駅が葛城市の代表駅と定義されている。

## 歴史
- 1930年（昭和5年）12月9日：南和電気鉄道開通時に南和新庄町駅として開業[2]。
- 1944年（昭和19年）
  - 4月1日：関西急行鉄道が南和電気鉄道を合併[3]。関西急行鉄道御所線の駅となり、関急新庄駅と改称[4]。
  - 6月1日：戦時統合により関西急行鉄道が南海鉄道（現在の南海電気鉄道の前身。後に再独立）と合併[3]。近畿日本鉄道御所線の駅となり、近畿日本新庄駅と改称[2]。
- 1970年（昭和45年）3月1日：近鉄新庄駅と改称[2]。
- 2007年（平成19年）4月1日：PiTaPa使用開始[5]。
- 2012年（平成24年）12月21日：終日無人駅となる。

## 駅構造
相対式2面2線ホームの行き違い可能な地上駅。御所線の途中駅では唯一の行き違い駅でもある。ホーム有効長は4両。駅舎は東側（御所行きホーム側）にあり、上りホームとは構内踏切で連絡している。
無人駅で、PiTaPa・ICOCA対応の自動改札機および自動精算機（回数券カードおよびICカードのチャージに対応）が設置されている。

### のりば
| のりば | 路線     | 方向 | 行先         |
| ------ | -------- | ---- | ------------ |
| 1      | P 御所線 | 下り | 近鉄御所方面 |
| 2      | P 御所線 | 上り | 尺土方面     |

## 当駅乗降人員
近年における1日乗降人員の調査結果は以下の通り。
- 2023年11月7日：2,419人
- 2022年11月8日：2,453人
- 2021年11月9日：2,252人
- 2015年11月10日：2,487人
- 2012年11月13日：2,490人
- 2010年11月9日：2,529人
- 2008年11月18日：2,580人
- 2005年11月8日：2,603人

## 利用状況
近年の1日平均乗車人員は以下の通りである。
| 年度               | 1日平均 乗車人員 |
| ------------------ | ---------------- |
| 1990年（平成2年）  | 1,738            |
| 1991年（平成3年）  | 1,771            |
| 1992年（平成4年）  | 1,784            |
| 1993年（平成5年）  | 1,801            |
| 1994年（平成6年）  | 1,789            |
| 1995年（平成7年）  | 1,770            |
| 1996年（平成8年）  | 1,764            |
| 1997年（平成9年）  | 1,694            |
| 1998年（平成10年） | 1,679            |
| 1999年（平成11年） | 1,624            |
| 2000年（平成12年） | 1,591            |
| 2001年（平成13年） | 1,549            |
| 2002年（平成14年） | 1,564            |
| 2003年（平成15年） | 1,561            |
| 2004年（平成16年） | 1,490            |
| 2005年（平成17年） | 1,482            |
| 2006年（平成18年） | 1,472            |
| 2007年（平成19年） | 1,465            |
| 2008年（平成20年） | 1,489            |
| 2009年（平成21年） | 1,443            |
| 2010年（平成22年） | 1,445            |
| 2011年（平成23年） | 1,431            |
| 2012年（平成24年） | 1,411            |
| 2013年（平成25年） | 1,452            |
| 2014年（平成26年） | 1,422            |
| 2015年（平成27年） | 1,428            |
| 2016年（平成28年） | 1,458            |
| 2017年（平成29年） | 1,487            |
| 2018年（平成30年） | 1,467            |
| 2019年（令和元年） | 1,473            |

## 駅周辺
駅前を東西に貫く道路を東に進むと大和新庄駅（JR西日本 和歌山線）に至る。駅西側には葛城市役所新庄庁舎があり、そこから更に西へ進むと屋敷山公園（大和新庄城跡がある）に至る。
- 葛城市役所新庄庁舎
- 新庄郵便局
- 柿本神社
- 影現寺
- 大和新庄駅（JR西日本 和歌山線）- 徒歩約10分（800メートル）。
- 高田警察署新庄交番
- 柿本池 - 駅前ロータリーのすぐ近くにあるため池。

## バス路線
駅前ロータリー（当駅東側）に「近鉄新庄駅」という停留所があり、そこから下記の路線が発着する。
葛城市公共バス
- 環状ルート
- ミニバスE 笛堂・薑（）ルート
- ミニバスF 笛吹・梅室ルート

## 隣の駅
近畿日本鉄道
P 御所線
■準急・■普通
尺土駅 (P23) - 近鉄新庄駅 (P24) - 忍海駅 (P25)